# 竇群
竇羣（8世纪—814年），字丹列，京兆府金城縣人，唐朝官員。郡望扶風平陵縣（今陝西咸陽西北）。

## 生平
父竇叔向，唐代宗時，官至左拾遺。竇羣的兄長竇常、竇牟，弟弟竇庠、竇鞏皆進士出身，只有竇羣自己隱居於毗陵。貞元中，蘇州刺史韋夏卿薦為左拾遺，轉膳部員外郎兼侍御史。唐憲宗時，擔任吏部郎中、唐州刺史。武元衡薦為御史中丞。因推薦呂温、羊士諤為御史，得罪宰相李吉甫，出為黔南觀察使，遷容管經略使。卒官所。死後家無餘財。

## 延伸阅读
[在维基数据编辑]
 在维基文库阅读此作者作品
 《舊唐書/卷155》，出自刘昫《舊唐書》
 《新唐書/卷175》，出自《新唐書》